# City Connection
City Connection (シティコネクション) est un jeu vidéo de plates-formes développé par Jaleco et sorti en 1985 sur borne d'arcade, Windows, MSX, ZX Spectrum, NES et téléphone mobile.

## Accueil
- IGN : 5/10[1]